# Morinda villosa
Morinda villosa är en måreväxtart som beskrevs av Joseph Dalton Hooker. Morinda villosa ingår i släktet Morinda och familjen måreväxter. Inga underarter finns listade i Catalogue of Life.